# Home Credit
Home Credit BV è un'istituzione finanziaria internazionale non bancaria fondata nel 1997 nella Repubblica Ceca e con sede nei Paesi Bassi . L'azienda opera in 10 paesi e si concentra principalmente sui prestiti a persone con una storia creditizia scarsa o nulla. Nel 2016 l'azienda ha già servito oltre 111 milioni di clienti attivi. Il principale azionista della società è PPF, un gruppo finanziario e di investimento internazionale privato di proprietà di Petr Kellner, che controlla una quota dell'88,62%.

## Storia
Nel 1997, Home Credit a.s. è stata fondata nella Repubblica Ceca e nel 1999 l'azienda si è espansa in Slovacchia. Negli anni 2000 l'azienda ha iniziato ad espandersi nei paesi della Comunità degli Stati Indipendenti: Russia, Kazakistan, Ucraina e Bielorussia. Nel 2007 la società era il secondo più grande prestatore di beni di consumo in Russia. Negli anni 2010 l'azienda si è espansa in Asia, in particolare Cina, India, Indonesia, Filippine e Vietnam.  Nel 2010 la società è stata la prima società straniera a costituire un istituto di credito al consumo in Cina. Nel 2015 la società ha avviato le proprie operazioni negli Stati Uniti d'America attraverso una partnership con Sprint Corporation .  Il gruppo offre prestiti in 434.232 negozi al dettaglio e anche nello spazio digitale.
Nel 2017 PAG ha avviato un investimento di 2 miliardi di RMB nell'entità commerciale cinese di Home Credit Group come prestito convertibile fruttifero. L'operazione è stata successivamente chiusa nel 2018 da PAG e Home Credit Group ha rimborsato il finanziamento con gli interessi.
Nel 2018 Home Credit Group ha avviato la vendita della sua attività ceca composta da Home Credit Czech e Slovak e Air Bank a Moneta Money Bank. L'accordo è stato criticato come un affare unilaterale che dà alle filiali di Home Credit una valutazione insolitamente alta con termini insoliti dell'accordo che porterebbero alla ridenominazione di Moneta Bank in Air Bank. La critica è stata rafforzata anche per il fatto che l'amministratore delegato di Moneta Tomas Spurny è storicamente legato all'azionista di maggioranza di Home Credit Group PPF Group. A febbraio 2019, Moneta, sulla base del feedback dei suoi azionisti, ha rivisto l'offerta con una valutazione inferiore. Nell'ottobre 2019, l'Home credit India ha stretto un contratto con The Karur Vysya Bank Ltd, una banca commerciale con sede a Karur, Tamil Nadu, India per il prestito congiunto.
Nel 2019, la società stava preparando l'IPO a Hong Kong, tuttavia è stata demolita dopo che gli investitori avevano stimato il valore tra 5 e 7,5 miliardi di euro, mentre gli azionisti puntavano a una capitalizzazione di mercato di 10 miliardi di euro.

## Home Credit Cina
Home Credit è entrato in Cina nel 2007 e ha presentato domanda per una licenza pilota di finanziamento al consumo nel 2010. Home Credit è stato chiesto dai funzionari cinesi di contribuire a migliorare le relazioni tra Cina e Repubblica Ceca al fine di ottenere la licenza completa. Dal 2010, la società madre di Home Credit, PPF, ha aiutato a trasformare il sentimento anticomunista nelle relazioni internazionali verso un forte alleato della Cina. Nel 2014, la PPF ha contribuito a organizzare la visita del presidente ceco Miloš Zeman in Cina e successivamente ha contribuito a pagare l'aereo privato per il viaggio di ritorno. La società nel 2014 ha anche ricevuto una licenza a livello nazionale per prestiti finanziari al consumo. Nel 2016, il CEO dell'azienda Jiří Šmejc ha affermato di essere orgoglioso dell'impatto sul rilancio delle relazioni ceco-cinesi. Home Credit ha finanziato un gruppo di esperti di nuova costituzione, Sinoskop, per contrastare un organismo che osserva la Cina da lungo tempo, Sinopsis.

### Critica
Nel 2019, è stato scoperto che Home Credit ha pagato una società di pubbliche relazioni per influenzare l'opinione pubblica in Repubblica Ceca sulla Cina. Home Credit ha assunto un'agenzia chiamata C&B Reputation Management, che si occupava di marketing per Home Credit. Doveva anche migliorare la visione ceca del regime comunista cinese.

## Sospensione dei servizi di carte Sprint e Visa
Il 16 marzo 2020, è stata inviata un'e-mail ai titolari di carta di Home Credit USA in cui si afferma che si stava chiudendo il programma di carte di credito Sprint e Visa Home Credit. "È stata presa la difficile decisione di chiudere i portafogli Sprint® Credit Card, Sprint® Signature Credit Card e Home Credit Visa® Card. A partire dalle ore 00:00 CT del 17 marzo 2020, tutti gli acquisti e gli anticipi in contanti su tutti gli account saranno sospesi. Nel prossimo futuro, tutti gli account verranno chiusi..."